# Amtsgericht Lippstadt
Das Amtsgericht Lippstadt ist ein Gericht der ordentlichen Gerichtsbarkeit und eines von sechs Amtsgerichten im Bezirk des Landgerichts Paderborn.

## Gerichtssitz und -bezirk
Sitz des Gerichts ist Lippstadt in Nordrhein-Westfalen. Der Gerichtsbezirk umfasst die Gemeinden Anröchte, Erwitte, Geseke und Lippstadt. Dem Amtsgericht Lippstadt ist das Landgericht Paderborn übergeordnet. Zuständiges Oberlandesgericht ist das Oberlandesgericht Hamm.

## Geschichte
In Lippstadt bestand von 1849 bis 1879 das Kreisgericht Lippstadt. Im Rahmen der Reichsjustizgesetze wurden 1879 reichsweit einheitlich Oberlandes-, Land- und Amtsgerichte gebildet. Das königlich preußische Amtsgericht Lippstadt wurde mit Wirkung zum 1. Oktober 1879 als eines von 17 Amtsgerichten im Bezirk des Landgerichtes Paderborn im Bezirk des Oberlandesgericht Hamm gebildet. Der Sitz des Gerichts war die Stadt Lippstadt. Sein Gerichtsbezirk umfasste den Kreis Lippstadt außer den Teilen, die den Amtsgerichten Erwitte, Geseke und Rüthen zugeordnet war. Am Gericht bestanden 1880 zwei Richterstellen. Das Amtsgericht war damit ein mittelgroßes Amtsgericht im Landgerichtsbezirk.